# Kill Pill
Kill Pill — термин, используемый в компьютерной безопасности, для описания технологий и методов защиты данных или блокировки устройств. Наиболее часто технология kill pill используется при отправке пользователем устройства специальной команды или же при возникновении иных заранее предусматриваемых обстоятельств. Однако, также термин применяется при установлении правил и договорных обязательств.

## Введение
Технологии Kill Pill позволяют решать задачи недоступности информации третьим лицам, обеспечения её легального использования. Основными способами достижения поставленных целей являются блокировка устройства, содержащего данные, или полное ограничение его функциональности для лиц, не являющихся владельцами.
В 2008 году в рамках форума IDF кампании Intel было объявлено о разработке технологии, названной Kill Pill. Основной её целью называлась защита данных, хранимых на ноутбуках, в случае кражи. Вся записываемая на ноутбук информация при использовании системы Kill Pill шифруется, а криптографические ключи хранятся в BIOS и EEPROM. Отправив команду, называемую poison kill, украденному компьютеру, его владелец может уничтожить ключи и сделать невозможным доступ к конфиденциальной информации. В дальнейшем термин Kill Pill получил более широкое распространение.

## Применение

### Украденные или потерянные устройства
Чаще всего технология kill pill используется в случае кражи или потери пользователем смартфона или ноутбука. Например, такие приложения, как Find My IPhone, Find My IPad и Find My Mac позволяют владельцам устройств компании Apple не только удаленно заблокировать с помощью пароля потерянный смартфон или ноутбук, но и определить его местоположение. Также существует возможность оставить сообщение на экране блокировки. Существуют приложения и для других мобильных операционных систем. Например, Where’s My Droid и BlackBerry Protect. Кампанией Google было разработано приложение Android Device Manager. Оно позволяет владельцу при наличии подключения смартфона к сети WiFi определить его местоположение, позвонить на него, блокировать, а также очистить информацию. Функция поиска телефона также доступна пользователям Windows Phone.

### Конфиденциальность информации
Технология решает проблемы сохранности данных. Разработанная компанией Intel Anti-theft Technology (Intel AT) при отправке зашифрованного sms-сообщения блокирует информацию, хранящуюся на жестком диске утерянного ноутбука. Такое сообщение и называется poison pill («таблеткой с ядом»). Местоположение имущества отслеживается с помощью встроенного в ноутбук GPS-модуля. Координаты устройства сохраняются на специальном сервере. Так как взаимодействие между модулем и чипсетом происходит на аппаратном уровне, то обойти защиту ноутбука, поддерживающего Intel AT, не удастся при помощи переустановки операционной системы или замены жесткого диска.  Блок чипсета Management Engine (ME) содержит аппаратную поддержку технологии. Существует возможность отследить вора. Фотография злоумышленника может быть сделана с помощью web-камеры потерянного ноутбука и отправлена владельцу. В случае возврата пропажи владельцу, хранимая на ноутбуке информация может быть восстановлена.

### Борьба с незаконным использованием программного обеспечения
Подходы kill pill применяются и для защиты авторских прав в Интернете. Например, компания Microsoft ограничивает нелегальным пользователям функциональность операционной системы Windows. Условиями лицензионного соглашения на использование программного обеспечения корпорации Microsoft предусмотрено использование операционной системы на строго определенном количестве компьютеров. Обновления операционной системы Windows доступны только легальным пользователям продуктов компании Microsoft.

### Транспорт
С помощью сигналов kill pill можно удаленно управлять транспортным средством, выполняя такие операции как запуск и экстренная остановка, прекращение движения. Методы биометрии позволяют также идентифицировать водителя по его физическим или поведенческим чертам. Противоугонные системы не позволяют вору завести автомобиль, отключая питание ключа зажигания от батареи. С использованием GSM при попытке угнать транспортное средство владелец получает SMS-уведомление, автоматически срабатывает сигнализация.
В США широко распространена установка в автомобилях алкозамков, не позволяющих нетрезвым водителям завести машину.

## Критика
Технология Kill pill критикуется за возможность ущемления свободы личности. В то время, как kill pill используется в учебных заведениях для предотвращения плагиата, предполагается возможность её использования правительственными структурами для подавления протестов. Например, используя технологию, возможно отключить камеру телефона.
Шквал критики обрушивается также на kill pill из-за наличия у кампаний возможности удалять файлы и приложения пользователя. Например, кампания Apple может удаленно добавлять приложения в чёрный список, делая их недоступными на устройствах собственного производства. В связи с этим возникли вопросы о нарушении прав пользователя, устанавливающего программное обеспечение с App Store.